# Гриднева, Ольга Георгиевна
О́льга Гео́ргиевна Гри́днева (18 июня 1933, Омск, Западно-Сибирский край — 29 июня 2025) — председатель колхоза имени XXII съезда КПСС Ишимского района Тюменской области, Герой Социалистического Труда (1972).

## Биография
Родилась 18 июня 1933 года в Омске. После войны её родители переехали в Ишим. В 1958 году окончила зоотехнический факультет Дагестанского сельскохозяйственного института в Махачкале, после чего трудилась зоотехником в колхозе «40 лет Советской Армии» в Астраханской области. С 1960 года — зоотехник колхоза имени Кирова Сорочинского района Оренбургской области. В 1962 году переехала вместе с мужем в Ишимский район, где работала зоотехником в колхозе «Сталинский путь». С 1969 по 1993 год — председатель колхоза имени XXII съезда КПСС Ишимского района, который вывела в число передовых сельскохозяйственных предприятий Ишимского района. Указом Президиума Верховного Совета СССР от 13 декабря 1972 года за большие успехи, достигнутые в увеличении производства и продажи зерна, иных продуктов земледелия, и проявленную трудовую доблесть в уборке урожая удостоена звания Героя Социалистического Труда с вручением золотой медали «Серп и Молот» и ордена Ленина.
Избиралась делегатом XXIV съезда КПСС.
После выхода на пенсию проживала в селе Равнец Ишимского района.
Скончалась 29 июня 2025 года на 93-м году жизни.

## Награды
- Золотая медаль «Серп и Молот» (13.12.1972).
- Орден Ленина (13.12.1972).
- Орден Трудового Красного Знамени (08.01.1971).
- Медаль «За трудовое отличие» (22.03.1966).
- Почётный гражданин Ишимского района[5].